# Ommexecha brunneri
Ommexecha brunneri är en insektsart som beskrevs av Bolívar, I. 1884. Ommexecha brunneri ingår i släktet Ommexecha och familjen Ommexechidae. Inga underarter finns listade i Catalogue of Life.